# Eben Upton
Eben Upton (Pontypool (Wales), 5 april 1978) is een Brits informaticus en manager. Hij is bekend geworden als bedenker van het computerbordje Raspberry Pi.
Upton studeerde natuurkunde, computerwetenschap (PhD in 2005) en bedrijfskunde (MBA in 2011) aan de Universiteit van Cambridge.
Hij heeft onder meer gewerkt op St John's College in Cambridge. Sinds 2006 werkt hij als software-ontwikkelaar en manager voor het electronicabedrijf Broadcom.
In 2009 was Upton een van de oprichters van de Raspberry Pi Foundation op, de stichting die de singleboardcomputer (SBC), een computer met alle wezenlijke functies op één bordje, Raspberry Pi ontwikkelt. Sinds 2013 is hij, naast zijn werk voor Broadcom, directeur van Raspberry Pi (Trading) Ltd, een van de bedrijven die de Raspberry Pi produceert en verkoopt.